# Atari Transputer Workstation
Az Atari Transputer Workstation (másként ATW-800, vagy egyszerűen ATW) az Atari Corporation által az 1980-as évek végén kibocsátott munkaállomás-osztályú számítógép, amely az INMOS cég transputer processzorán alapult. A gépből nagyon keveset adtak el, így a termelést néhány száz példány elkészülte után leállították.

## Történet
1986-ban Tim King otthagyta a MetaComCo cégben végzett munkáját, és néhány kollégájával együtt megalapította az angliai Perihelion Software-t. Itt egy új, párhuzamos feldolgozású operációs rendszert kezdtek fejleszteni, amit „HeliOS”-nak neveztek el. Ezzel egy időben egy másik munkatársuk, Jack Lang, létrehozta a Perihelion Hardware nevű céget, hogy egy új számítógépet hozzanak létre, amely majd a HeliOS-t futtatja.
Amíg a MetaComCo-nál dolgoztak, a Perihelion Software csapata együttműködött az Atarival és a Commodore-ral is. Az előbbinek a ST BASIC programozási nyelvet, az utóbbinak pedig az AmigaDOS-t készítették. Még mindig volt kapcsolatuk ezekkel a cégekkel. A Commodore-t érdekelte az új rendszer, és egy Amiga 2000 gépben bemutatott kiegészítő kártyán ki is próbálták. Később viszont elvesztették az érdeklődésüket iránta. Az Atari viszont tárgyalt a Perihelionnal, és együtt elkezdtek dolgozni azon a gépen, amit később Atari Transputer Workstation-nak (ATW) neveztek el.
A gépet először 1987 novemberében mutatták be a COMDEX kiállításon, akkor még Abaq néven. Két változatot mutattak be: az egyik egy kártya volt, amit az Atari Mega ST bővítőhelyére lehetett csatlakoztatni, a másik pedig egy önálló toronygép, amiben egy mini Mega ST volt. Később a kártyás változatot törölték. Kiderült, hogy az „Abaq” nevet már használták Európában, így a nevet ATW800-ra változtatták. Az angliai terjesztést továbbra is a Perihelion végezte. Az első prototípusokat 1988 májusában adták ki, a sorozatgyártás pedig 1989 májusában indult. Összesen 350 darabot gyártottak, a prototípusokat is beleértve.
Az ATW videórendszeréért felelős csapat, a „Blossom”, később részt vett egy másik Atari-projektben is – ez volt az Atari Jaguar játékkonzol.

## Képgaléria

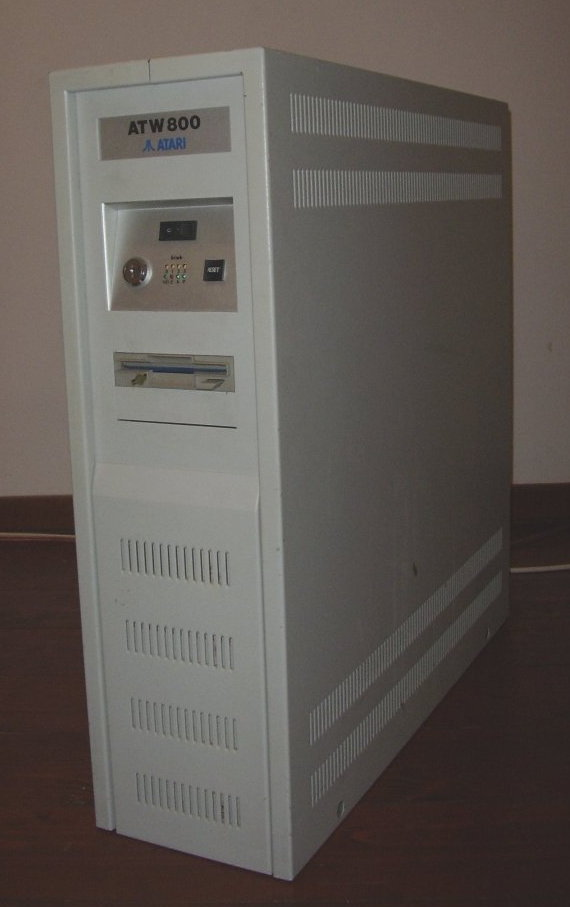
Elölnézet
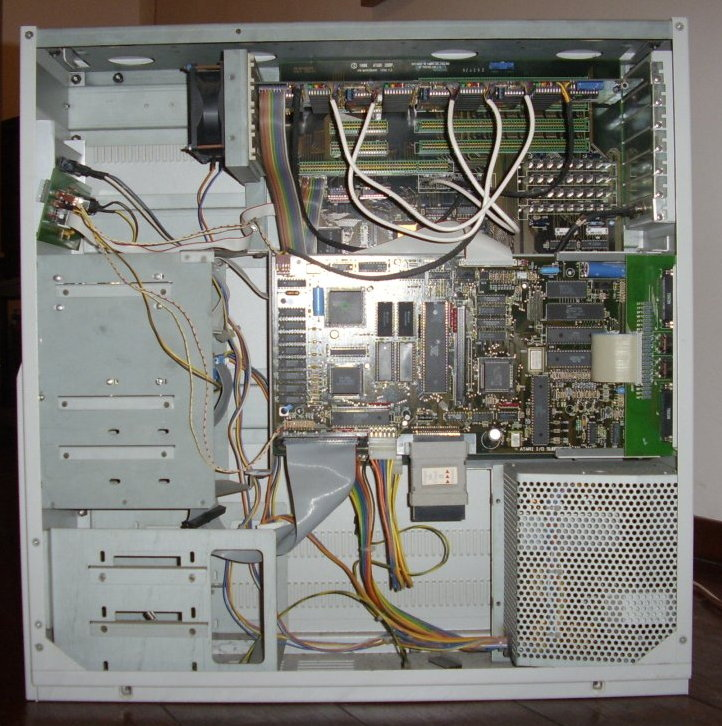
A gép belseje
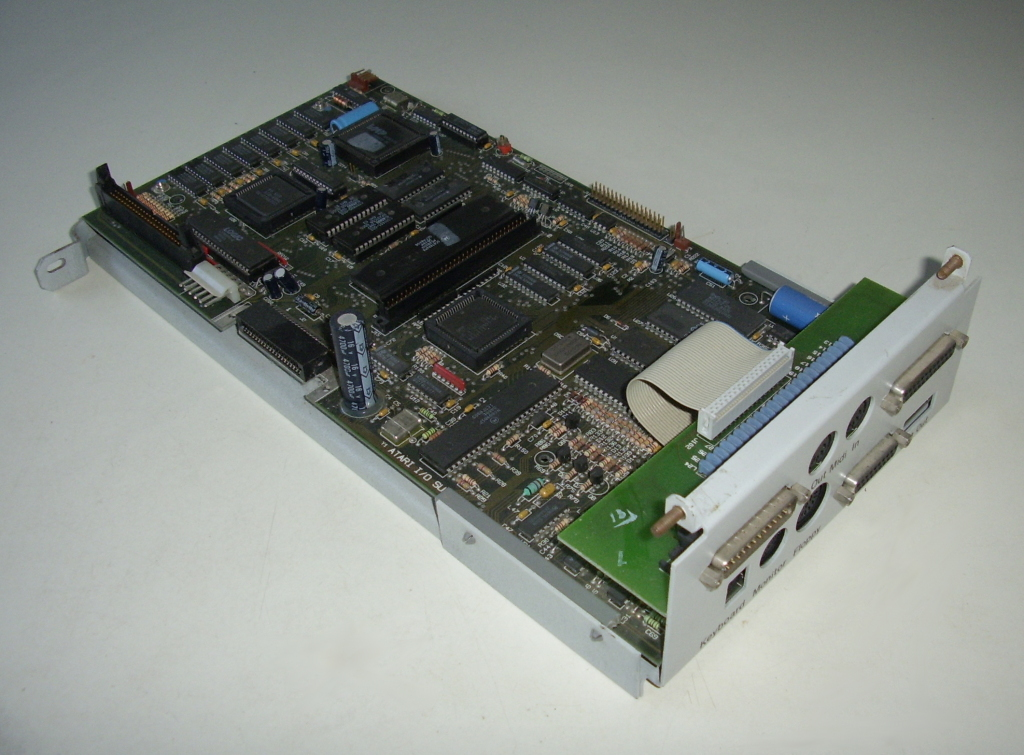
A MegaST I/O alrendszer
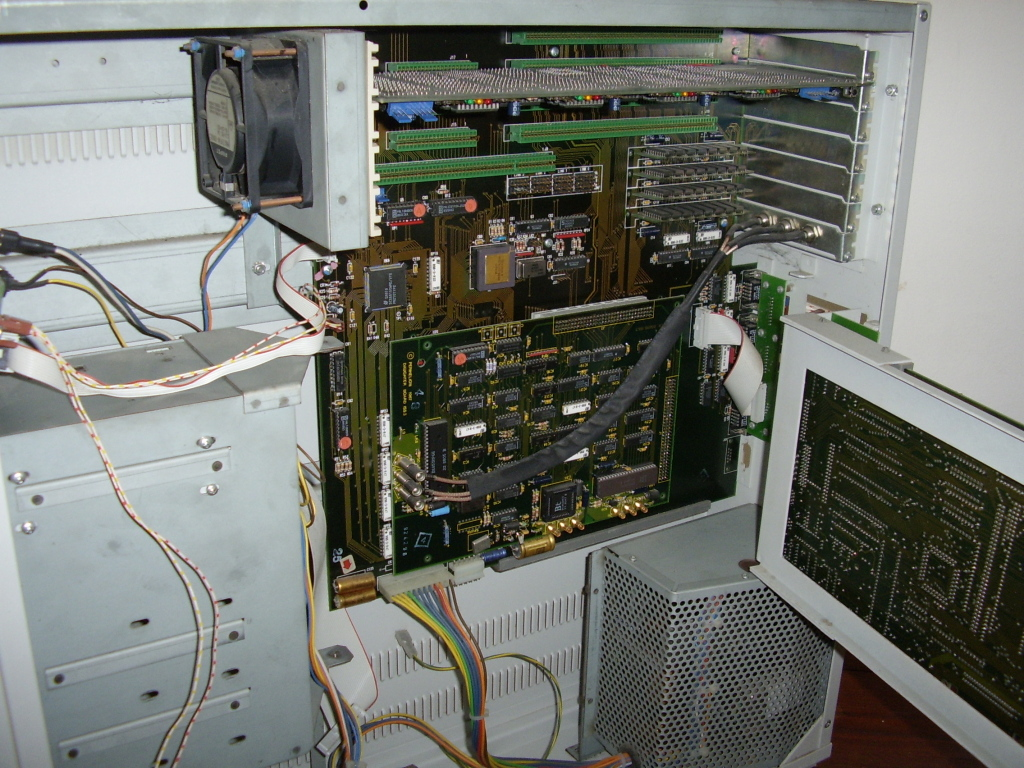
Blossom videókártya
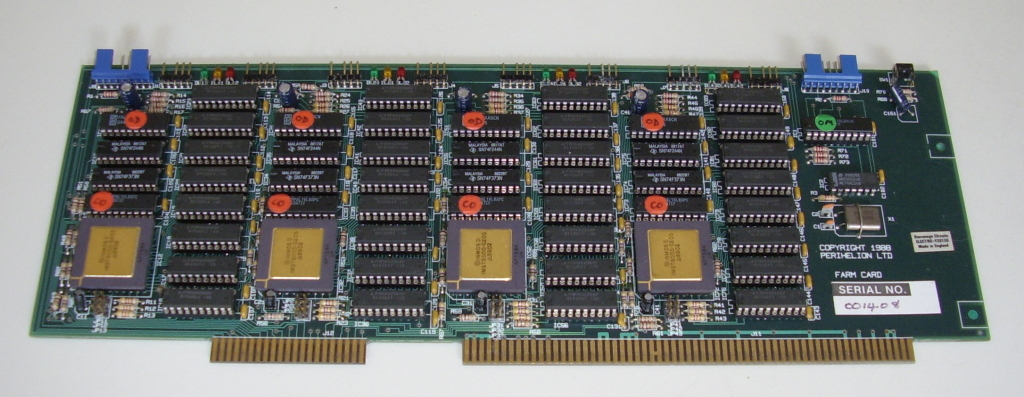
Farmcard, 4 db. T800 transputerrel

## Fordítás
- Ez a szócikk részben vagy egészben  az   Atari Transputer Workstation című angol Wikipédia-szócikk ezen változatának fordításán alapul.  Az eredeti cikk szerkesztőit annak laptörténete sorolja fel. Ez a jelzés csupán a megfogalmazás eredetét és a szerzői jogokat jelzi, nem szolgál a cikkben szereplő információk forrásmegjelöléseként.